# Марків Теодор
Марків Теодор (1848, Грушів, нині Дрогобицького району, Україна — лютий 1919) — український суддя, керівник Бучацького повітового суду ЗУНР.

## Життєпис
Народився 1848 року в с. Грушів (нині Дрогобицького району Львівської області, Україна).
Мав ранг радника Краєвого суду, був, певне, найстаршим за рангом з усіх урядників міста, повіту за часів Австро-Угорщини. Відзначався великою справедливістю під час розгляду «селянських справ». Був діячем Української національно-демократичної партії та інших українських товариств.
Помер в лютому 1919 року, похований на міському цвинтарі в Бучачі.

### Сім'я

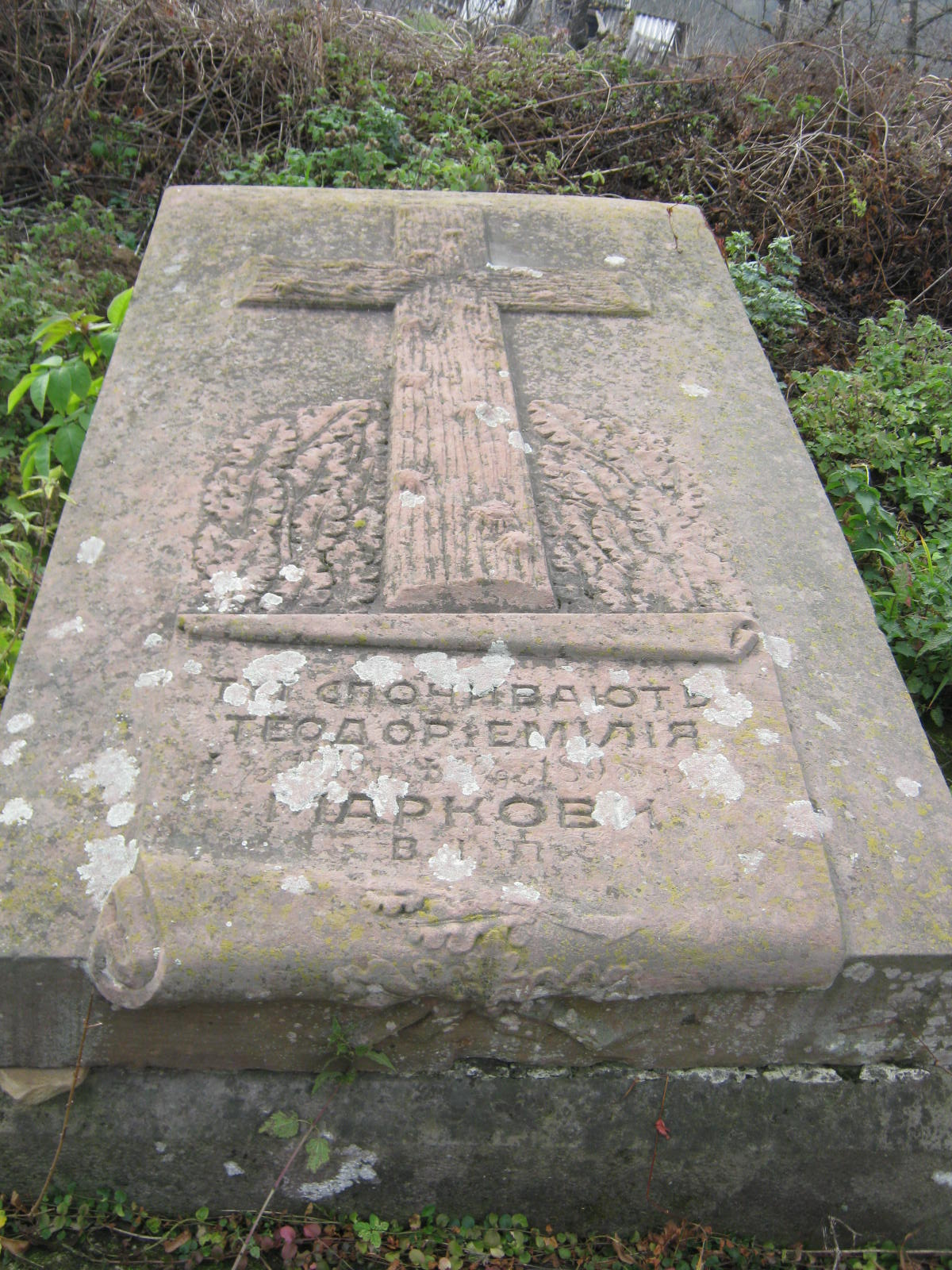
Надгробок Теодора Маркова та дружини

Дружина — Емілія. Сини — студенти університету, які також брали активну участь в житті української громади Бучача та повіту, у встановленні влади ЗУНР:
- д-р Володимир (?, Бучач — 4.11.1972, Ню Йорк[3]), подав відомості про батька для книги «Бучач і Бучаччина»[4]
- Остап — секретар Виділу Бучацької повітової філії товариства «Просвіта»[5]

## Нагороди
- Лицарський хрест ордена Франца Йосифа (1908)[6].